# 李幼平
李幼平（1935年5月1日—），中国电子学家，东南大学教授。

## 生平
生于福建泉州。1957年毕业于南京工学院（现东南大学）无线电工程系，1957至1959年在清华大学无线电系研修通信与遥测，后在成都电讯工程学院（现电子科技大学）任教，1964年10月调至第二机械工业部第九研究设计院（现中国工程物理研究院）。工作成果获国家科技进步一等奖、国家发明二等奖、全国科学大会奖、国防科技一等奖、国防科技二等奖等多项奖励。20世纪90年代任任中国工程物理研究院科技委主任。1999年获何梁何利基金科学与技术进步奖，1999年当选为中国工程院院士。